# Santa Casa de Piracicaba
Santa Casa de Piracicaba criada como Irmandade da Santa Casa de Misericórdia de Piracicaba em 25 de dezembro de 1854 é um hospital da cidade de Piracicaba. Seu fundador foi José Pinto de Almeida.
É um Hospital Geral de alta complexidade com atendimento ambulatorial, referência na região, com a característica de estar sempre aberto. Atende cerca de 27 000 pacientes por mês.

## Principais facilidades
- 319 leitos
- Unidade de terapia intensiva para adultos
- Unidade de terapia intensiva
- Unidade de terapia intensiva
- Centro Obstétrico com Maternidade
- Centro do Câncer (Cecan)[3]
- Centro de Diálise